# I sette magnifici cornuti
I sette magnifici cornuti è un film a episodi del 1974 diretto da Luigi Russo; è suddiviso in sette episodi senza titolo che presentano come comune denominatore l'infedeltà coniugale.

## Trama

### Primo episodio
Due novelli sposi in viaggio di nozze, Gasparino e Mafalda, arrivati nella Capitale incontrano due tipi che offrono soldi a Gasparino in cambio di generosi servizi prestati da sua moglie a un ricco signore. Gasparino, dopo iniziali resistenze, accetta quando il prezzo dell'offerta sale a 500 milioni di lire, salvo poi scoprire che il ricco signore non esiste, che sono i due tipi ad approfittare della moglie e che i 500 milioni sono falsi. A questo punto Mafalda è costretta a prostituirsi davvero sotto il controllo di Gasparino

### Secondo episodio
Un folle inventore sogna improbabili accoppiamenti con la moglie. Per trasformare le sue fantasie in realtà elabora un computer che rende le sue prestazioni più efficaci. il computer, però, si sostituisce a lui e lo manda in orbita nel cosmo

### Terzo episodio
Evaristo Liberti, titolare di una ditta che produce olio di semi, interessato ad avere un erede, sposa una ragazza nobile decaduta. Una volta scoperta la propria infertilità, cerca un sostituto che possa assolvere il compito al posto suo e, dopo alcuni tentativi falliti, lo trova in un giovane disoccupato che protesta disteso a terra facendo lo sciopero della fame. Costui, però, quando sta per avere il suo primo rapporto con la sposa sul letto di una camera d'albergo, muore. Il signor Liberti è costretto a trasportare il giovane in auto e a gettarne il cadavere nel fiume, ma subisce il ricatto di un cameriere che la sposa aveva fatto entrare in camera poco prima dell'arrivo del giovane e che si era nascosto sotto il letto.

### Quarto episodio
Il proprietario di un'edicola invita spesso a casa sua, a pranzo, un onorevole taciturno dal quale deve ricevere un favore e spinge la moglie a esibirsi davanti a lui in atteggiamenti provocanti, al fine di poterlo eventualmente ricattare. L'onorevole si mostra insensibile a tali avances ma una successiva assenza dell'edicolante svela la tresca tra l'onorevole e la donna.

### Quinto episodio
La moglie di un macellaio, dopo aver visto Ultimo tango a Parigi, tradisce il marito poiché questi le aveva impedito di assistere al film che, tra l'altro, viene proiettato nella sala situata proprio davanti alla sua macelleria. Scoperto il tradimento sul fatto, il macellaio si convince ad andare al cinema e quando ne esce, costringe la moglie a un rapporto violento imitando quello dei protagonisti del film

### Sesto episodio
Un vigile zelante e inflessibile nel fare rispettare la legge in presenza di atti osceni in luogo pubblico, sorprende due amanti senza accorgersi che uno dei due è la propria moglie

### Settimo episodio
Antonio, un erotomane disperato perché rifiutato dalla propria moglie, si rivolge a una sessuologa che gli consiglia di entrare in casa armato e cogliere di sorpresa la moglie provocandole uno shock. Nel seguire il consiglio, Antonio scopre che la moglie lo tradisce con un uomo, Gigetto, chiuso nell'armadio. Così lei, per non insospettire il marito, finge di non conoscere l'amante. Nel finale Antonio annuncia in pubblico la costituzione di un sindacato dei cornuti

## Citazioni
Il film Ultimo tango a Parigi, uscito sugli schermi nel 1972, viene citato, oltre che nel quinto episodio, anche nella canzone che funge da intermezzo tra un episodio e l'altro, nel cui testo viene menzionato il suo protagonista, l'attore Marlon Brando.